# قائمة الأشخاص في محاكمات السحر في سالم

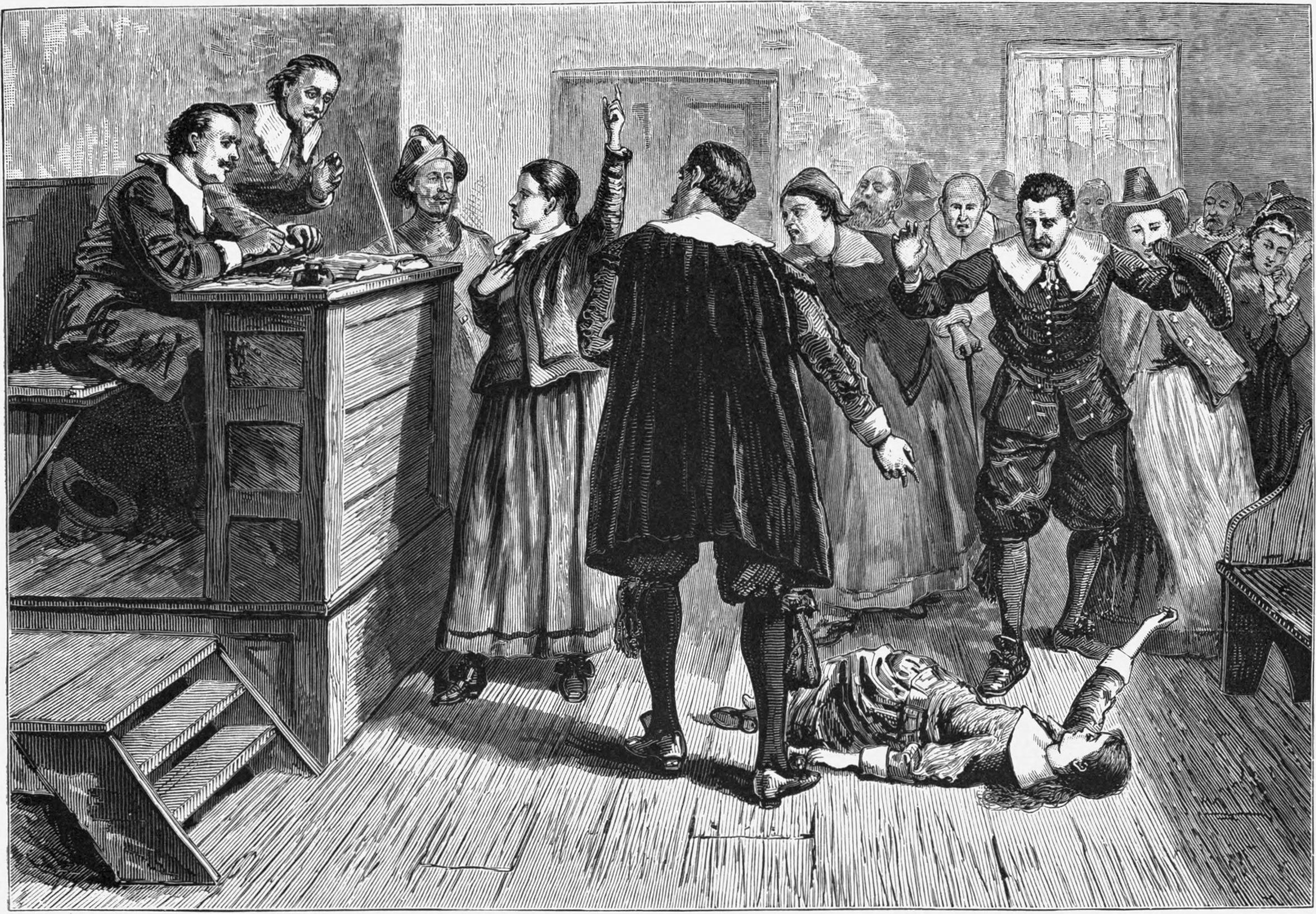

هذه قائمة بالأشخاص المرتبطين بمحاكمات السحر في سالم، وهي سلسلة من جلسات الاستماع والمحاكمات للأشخاص المتهمين بالسحر في ولاية ماساشوستس الاستعمارية بين فبراير 1692 ومايو 1693.
وأسفرت المحاكمات عن إعدام عشرين شخصاً، معظمهم من النساء. وكانت نسبة كبيرة من السكان المحليين ذات الصلة للسكان المحليين الآخرين عن طريق النسب أو عن طريق الزواج. تم طرح العديد من الاتهامات الباطلة على الأقل في جزء من العلاقات اللاذعة بين عائلات المدعين والمدعى عليهم.

## المشتكون

### «المنكوبون»
- إليزابيث بوث
- إليزابيث هوبارد - خادمة الدكتور وليام غريغز، الطبيب المحلي
- ميرسي لويس - عبدة توماس بوتنام. الخادمة السابقة لجورج بوروز
- إليزابيث «بيتي» باريس - ابنة القس صموائيل باريس
- آن بوتنام، الابنة - ابنة توماس بوتنام وآن بوتنام، الأم
- مارغريت رول
- سوزانا والكوت
- ميرسي شورت
- مارثا سبراغ
- ماري وارن
- أبيغيل وليامز - ابنة عم بيتي باريس

### المتهمون الأخرون (بما في ذلك السحرة المتهمين الذين «اعترفوا»)
- بنيامين أبوت
- إيبينزير بابسون
- وليام باركر، الأب
- القس توماس بارنارد
- سارة بايبر
- جون بلاي، الأب وريبيكا بلاي
- توماس تشاندلر
- ناثانيل كويت
- ديليفيرانس دان (بالولادة هازيلتين)
- جون ديريتش
- جوزيف درابر
- ناثانيل انجرسول
- إرميا نيل
- صموائيل وروث بيرلي
- آن بوتنام الأم (بالولادة كار)
- إدوارد بوتنام
- هانا بوتنام
- جون بوتنام، الابن
- جون بوتنام، الأب
- جوناثان بوتنام
- ناثانيل بوتنام
- توماس بوتنام
- تيموثي سوان
- جوزيف يبل
- براي ويلكنز
- جون ويلكنز
- صموئيل ويلكنز
- آن يلكنز

### الطبيب الذي يشخص «السحر»
- وليام غريغز - قريب من إليزابيث هوبارد

## المدانون

### أدينوا وأعدموا
- بريدجيت بيشوب (بالولادة بلايفير، أعدمت في 10 يونيو 1692)
- ريبيكا نورس (بالولادة تاون، 19 يوليو 1692)
- سارة غوود (سابقاً بولي، بالولادة سولارد، 19 يوليو 1692)
- إليزابيث هاو (بالولادة جاكسون، 19 يوليو 1692)
- سوزانا مارتن (بالولادة نورث، 19 يوليو 1692)
- سارة وايلدز (بالولادة أفريل، 19 يوليو 1692)
- جورج بوروز (19 أغسطس 1692)
- جورج جاكوبس، الأب (19 أغسطس 1692)
- مارثا كاريير (بالولادة ألين، 19 أغسطس 1692)
- جون بروكتر (19 أغسطس 1692)
- جون ويلارد (19 أغسطس 1692)
- مارثا كوري (22 سبتمبر 1692، زوجة جايلز كوري)
- ماري إيستي (بالولادة تاون، 22 سبتمبر 1692)
- ماري باركر (بالولادة آير، 22 سبتمبر 1692)
- أليس باركر (22 سبتمبر 1692)
- آن بيودياتور (22 سبتمبر 1692)
- ويلموت ريد (22 سبتمبر 1692)
- مارغريت سكوت (22 سبتمبر 1692)
- صموئيل واردويل، الأب (22 سبتمبر 1692)

### أدينوا وماتوا في السجن
- آن فوستر (بالولادة ألكوك) - توفيت في الحجز في ديسمبر 1692

### أدينوا لكن هربوا
- ماري برادبري (بالولادة بيركنز)

### تم الإعفاء عنهم

#### أدينوا وعفي عنهم
- أبيبال ذنب وعفاغيل فولكنر، الأم (بالولادة دان)، التي كانت حامل
- دوركاس هور، «اعترف»
- إليزابيث بروكتر (بالولادة باسيت)، التي كانت حامل
- سارة واردويل، «اعترفت»

#### أقروا بالذنب وعفي عنهم
- ماري لاسي الأم (بالولادة فوستر) - ابنة آن فوستر

## لم يجدوا مذنبين أو غير ذلك نجوا أثناء فترة المحاكمات

### رفضوا أن يترافعوا
- جايلز كوري - ضغط حتى الموت (19 سبتمبر 1692)

### توفوا في الحجز
- ليديا دستين - غير مذنبة ولكنها توفيت في الحجز

### لم يحكم عليهم أو برأوا
- آرثر أبوت
- نحميا أبوت، الابن
- أبيغيل باركر (بالولادة ويلر)
- ماري باركر
- وليام باركر، الابن
- إدوارد بيشوب
- إدوارد بيشوب الثالث
- سارة بيشوب
- كاترينا بيس
- ماري بريدج، الابنة
- ماري بريدج (بالولادة تايلر)، الأم
- سارة بريدج
- سارة باكلي (بالولادة سميث)
- سارة كاريير
- توماس كايير، الابن
- بيثياه كارتر الابن
- بيثياه كارتر الأب
- راشيل كلينتون
- سارة كول (بالولادة أسليبي)
- فويب داي
- إليزابيث دايسر
- ريبيكا دايك
- ميهيتابل داونينج
- ليديا داستن (توفيت في السجن بعد المحاكمة)
- سارة داستن
- ماري داير
- دانيال وليديا ايمز
- استير إلويل
- يونيس فراي (بالولادة بوتر)
- سارة هوكس، الابنة
- مارغريت جاكوبس
- ريبيكا جاكوبس (بالولادة اندروز)
- إليزابيث جونسون (بالولادة دان)، الأم
- ماري لاسي، الابنة - ابنة ماري لاسي، الأم وحفيدة آن فوستر
- ماري مارستون (بالولادة أسغود)
- جوان بيني (أو بيني)
- هانا بوست
- سوزانا بوست
- مارغريت برينس
- سوزانا روتس - إما تم الإفراج عنها أو وجدت غير مذنبة. توفيت حوالي أو بعد 1692
- أبيغيل رو
- ماري رو
- ماري توثاكر (بالولادة ألين) - زوجة روجر توثاكر وشقيقة مارثا كاريير
- جب توكي
- هانا تايلر
- ماري تايلر (بالولادة لوفيت)
- حزقيا آشر الثاني
- راشيل فينسون
- ميرسي واردويل
- ماري وايتريدج (بالولادة باكلي)
- إدوارد وولاند

### أفرج عنهم بكفالة
- سارة كاريير
- توماس كاريير، الابن
- إليزابيث دايسر
- أبيغيل فولكنر، الابنة
- دوروثي فولكنر
- دوروثي غوود- ابنة سارة غوود
- فرانسيس هاتشينز (بالولادة ألكوك)
- مارغريت برينس
- أبيغيل رو
- ماري رو
- سارة ويلسون (بالولادة لورد)

### هربوا
- جون ألدين، الابن
- وليام باركر، الأب
- ماري (بالولادة هولنغسوورث) وفيليب إنجليش (تزوج إثنتان)
- إدوارد فرينغتون

## لم يحاكموا

### ولدوا في السجن
- ميرسي، ابنة سارة غوود، ولدت وماتت في سجن محاكمة والدتها.

### توفوا في السجن
- ليديا داستن
- آن فوستر (بالولادة ألكوك)
- ميرسي، الابنة الرضيعة لسارة غوود
- سارة أوزبورن (بالولادة وارن) - توفيت في السجن (10 مايو 1692) قبل أن تحاكم
- روجر توثاكر - توفي قبل المحاكمة (16 يونيو 1692) ربما بسبب التعذيب أو سوء المعاملة

### أطلق سراحهم من السجن بعدما انهى المحافظ محاكمات السحر
- ماري بلاك، العبدة التي ألقي القبض عليها واتهمت ولكنها لم تذهب إلى المحاكمة
- سارة ريست (بالولادة كلارك) - توفيت 31 مايو 1698

### اتهموا من قبل هيئة المحلفين الكبرى
- ستيفن جونسون
- وليام باركر، الأب
- إدوارد فرينغتون (هرب)
- ماري جرين (هربت)
- إليزابيث هاتشينسون هارت (تم الإفراج عنها بعد 7 أشهر في السجن بعد تقديم ابنها توماس عرائض نيابة عنها)[3]

### لم توجه أصابع الاتهام لهم
- جون بورتر الأب
- إسرائيل بورتر
- وليام بروكتر
- سارة كلويس (بالولادة تاون) - أخت ريبيكا نورس وماري إيستي
- توماس فيرر، الأب (أو فرار) - قضى 7 أشهر في سجن بوسطن قبل أن يطلق سراحه
- تيتوبا

### قاوموا الاعتقال أو هربوا
- دانيال أندرو
- جورج جاكوبس، الابن

### تمت تسميتهم، ولكن لم تصدر بحقهم مذكرة الأعتقال
- آن برادستريت (بالولادة وود)
- دادلي برادستريت
- جون برادستريت
- القس جون بوس (أو بوسه) - وزير في ويلز، مين
- القس فرانسيس داين - وزير في اندوفر، ماساتشوستس
- سارة هيل (بالولادة نويس) - زوجة القس جون هيل وزير في بيفرلي، ماساتشوستس
- جيمس هاو - زوج إليزابيث هاو
- السيدة ماري فيلبس (بالولادة سبنسر) - زوجة حاكم ماساتشوستس السير وليام فيلبس
- سارة سويفت (بالولادة كلاب)
- مارغريت تشيف تيتشر (بالولادة ويب) - الأم في القانون لجوناثان كوروين

## موظفو المحكمة

### القضاة

#### محكمة أوير تيرماينر، 1692[4]
- وليام ستوكتون، رئيس الصلح
- جون ريتشاردز
- ناثانيل سالتونستال (استقال من المحكمة من طبيعة الإجراءات)
- وايتستيل ينثروب
- بارثولوميو جيدني
- صموئيل سول
- جون هاثورن
- جوناثان كوروين
- بيتر سيرجنت

### القضاة

#### المحكمة العليا في نظام القضاء، 1693[5]
- وليام ستوكتون، رئيس المحكمة العليا
- توماس دانفورث
- جون ريتشاردز
- وايتستيل ينثروب
- صموئيل سول

### المحلفون
تتضمن هذه القائمة المحلفين الذين خدموا في محاكمة ريبيكا نورس ولا تتضمن المحلفين الآخرين الذين خدموا في المحاكمات السابقة واللاحقة.

#### محاكمةريبيكا نورس
- الكابتن توماس فيسك، الأب، رئيس هيئة المحلفين
- جون باتشيلور
- جون دان
- آندرو إليوت
- جوزيف إفيليث
- الكابتن توماس فيسك، الابن
- وليام فيسك
- هنري هيريك، الابن
- جون بيبودي
- توماس بيرلي، الأب
- توماس بيركنز

## الشخصيات العامة
- السير وليام فيلبس - حاكم ماساتشوستس
- توماس براتل
- روبرت كاليف
- الميجور روبرت بايك

### رجال الدين
- جون هيل، بيفرلي، ماساتشوستس
- كوتون ماثر، بوسطن، ماساتشوستس
- إنكريس ماذر، بوسطن، ماساتشوستس
- نيكولاس نويس، سالم
- صموئيل باريس، من قرية سالم - والد بيتي باريس وعم أبيغيل وليامز
- صموئيل ويلارد، جروتون، وبوسطن (ماساتشوستس على حد سواء)